# Успенская церковь (Ижевск)
Успе́нская це́рковь (Успе́ния Пресвято́й Богоро́дицы) Ижевска — храм, расположенный в заречной части города (Ленинский район). Здание храма деревянное. Единственный храм в Ижевске, который не был закрыт при советской власти.

## История создания
27 сентября 1910 года Ижевско-Заречный волостной сход приговорил строительство Успенской церкви на Николо-Покровском погосте. В 1850 году на этом месте была выстроена часовня во имя Покрова Пресвятой Богородицы. 3 июля 1911 года по благословению епископа Сарапульского Мефодия, был заложен храм во имя Успения Божьей Матери.
Успенская церковь является единственным сохранившимся зданием зодчего И. А. Чарушина в Ижевске.
В годы Великой Отечественной войны Успенская церковь была единственной действующей на территории Ижевска.
В 2003 году при проведении ремонта на одной из стен левого придела была обнаружена, ранее неизвестная, икона Успения.

## Галерея

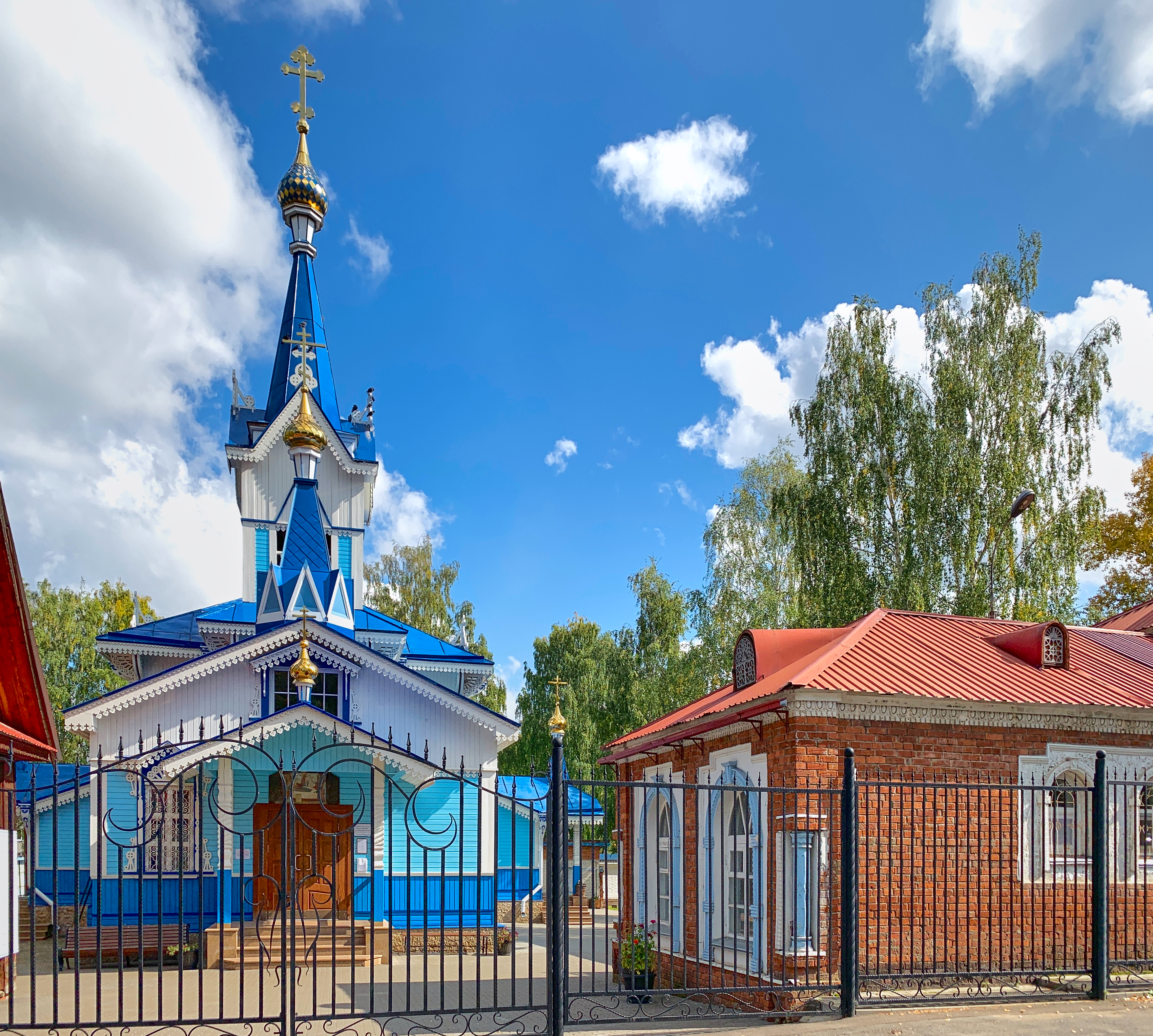
Вид с запада
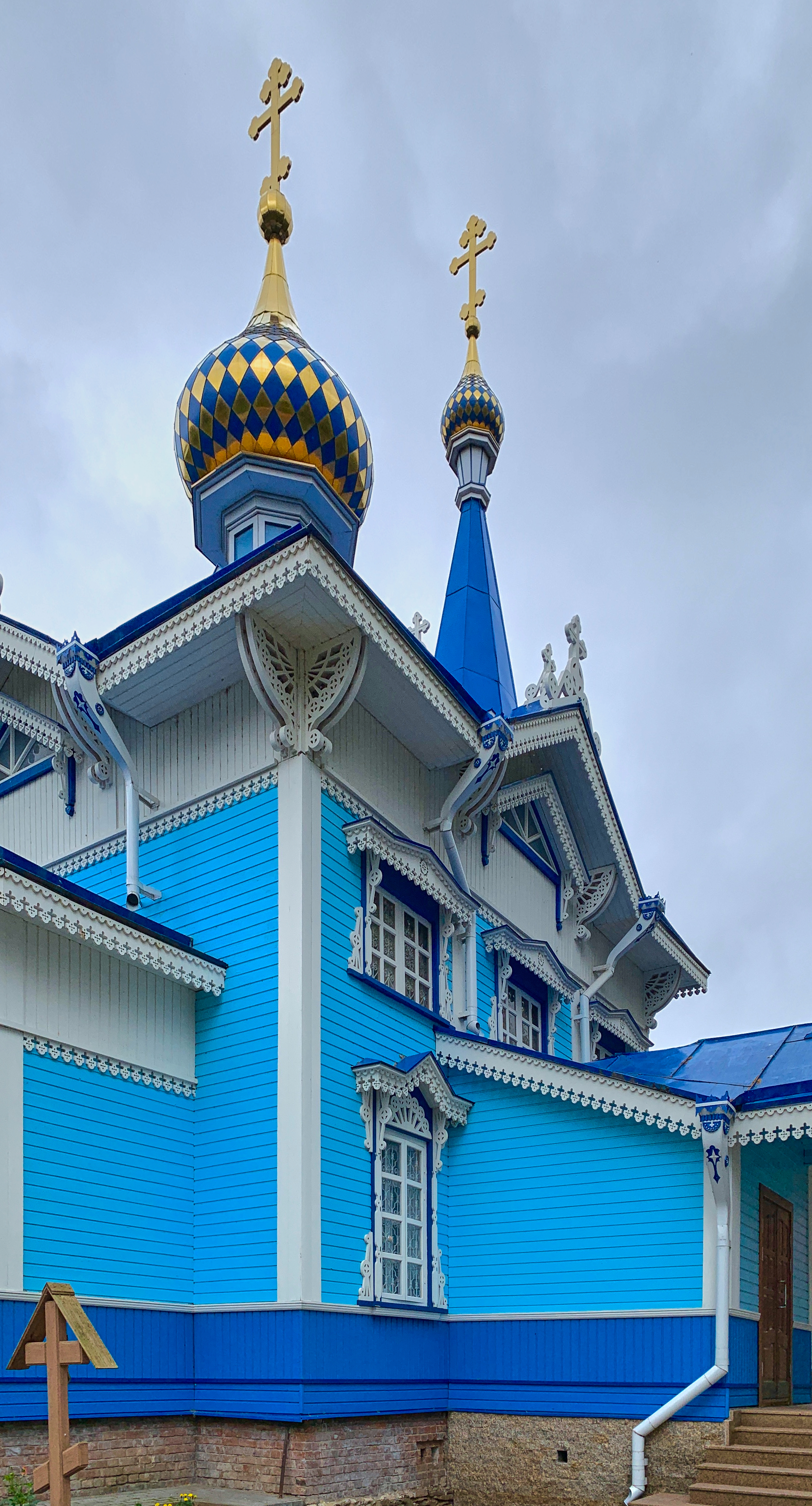
Вид с севера
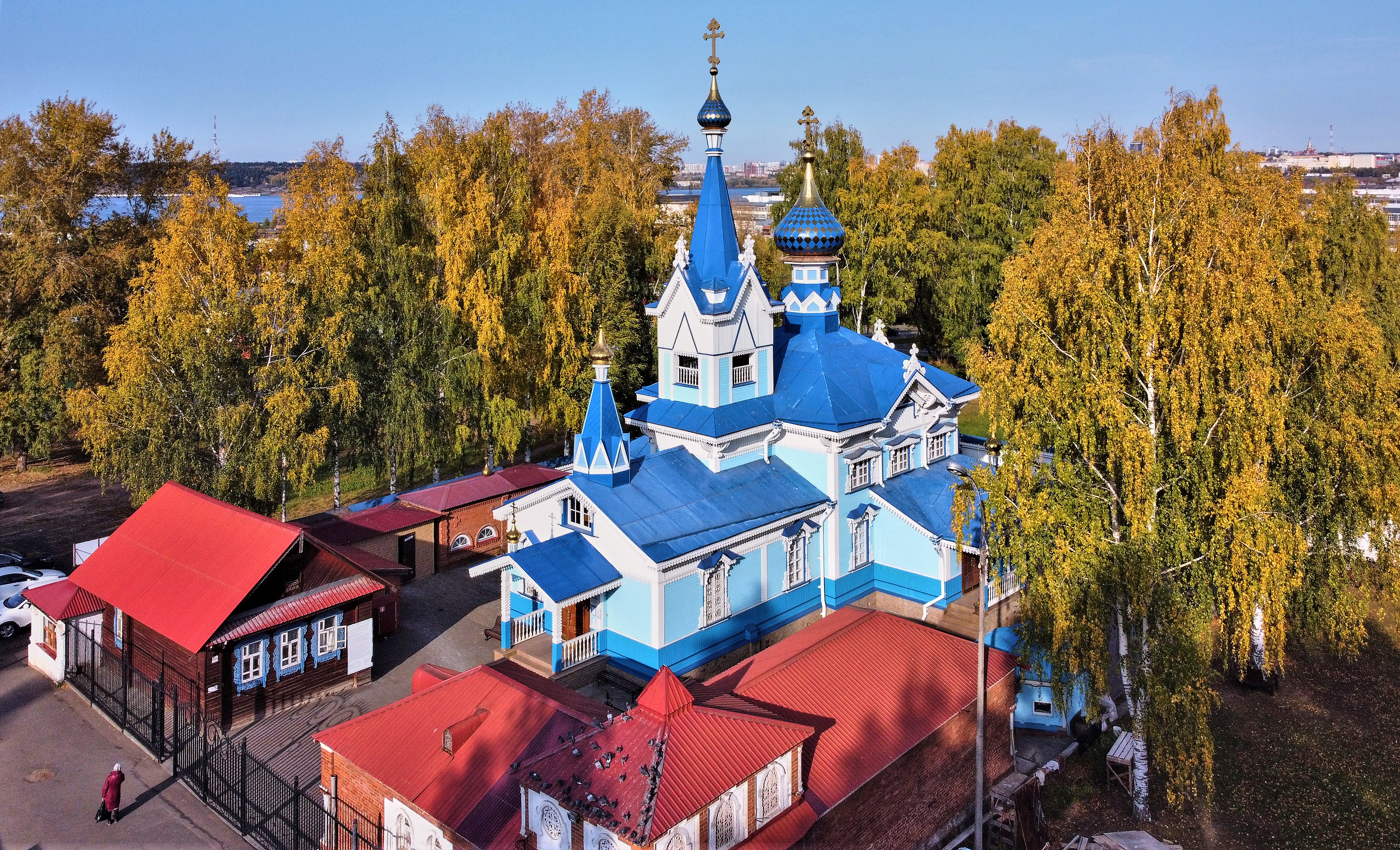
Вид с высоты
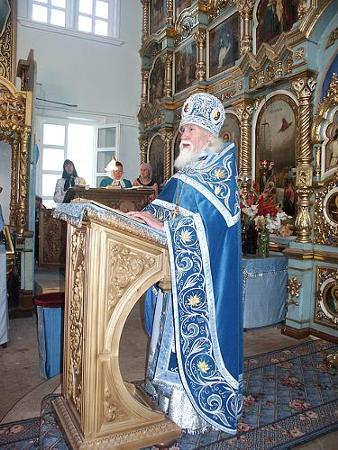
Бывший настоятель храма митрофорный протоиерей Е. Лаптев
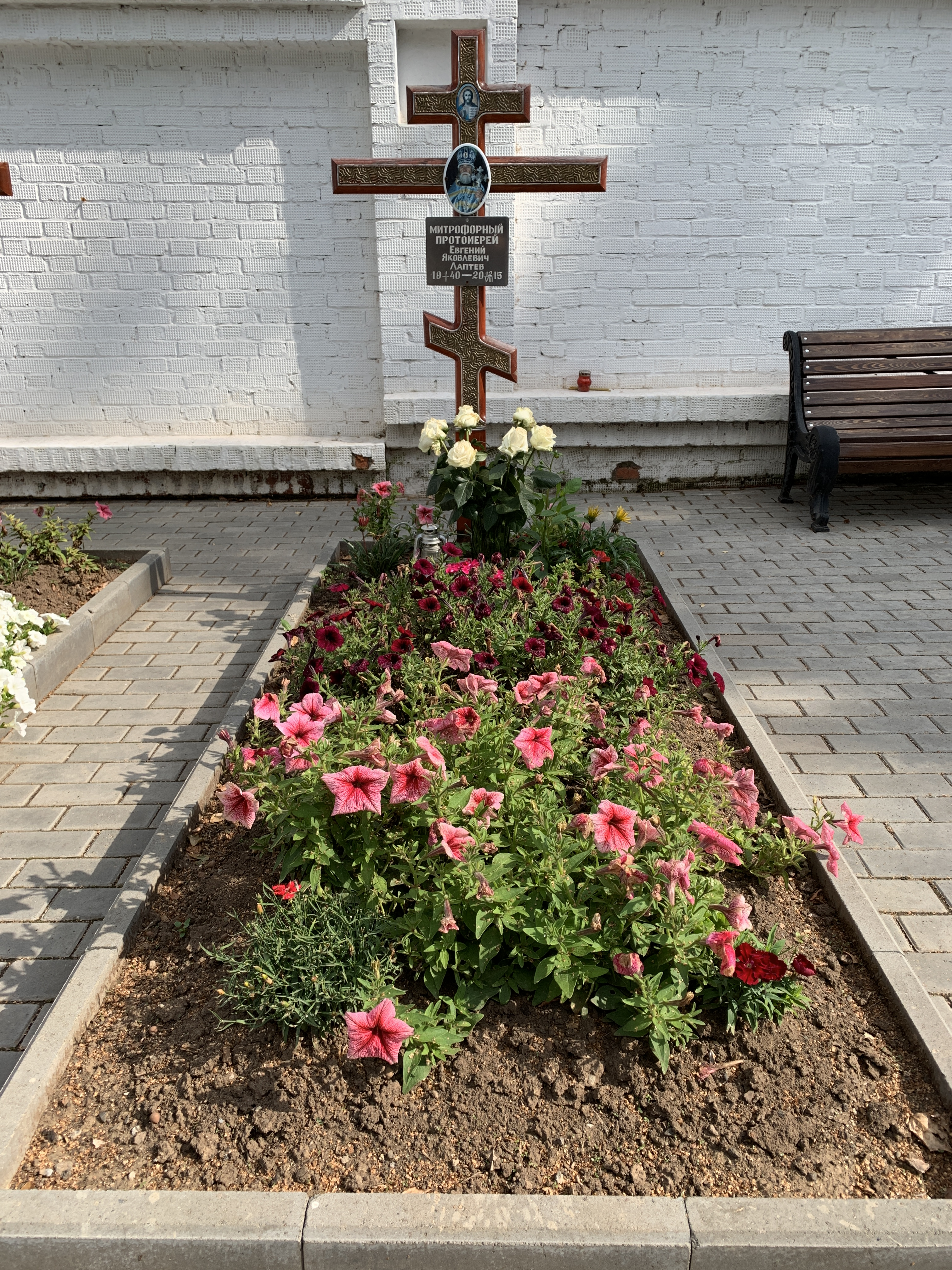
Могила Е. Лаптева на территории храма
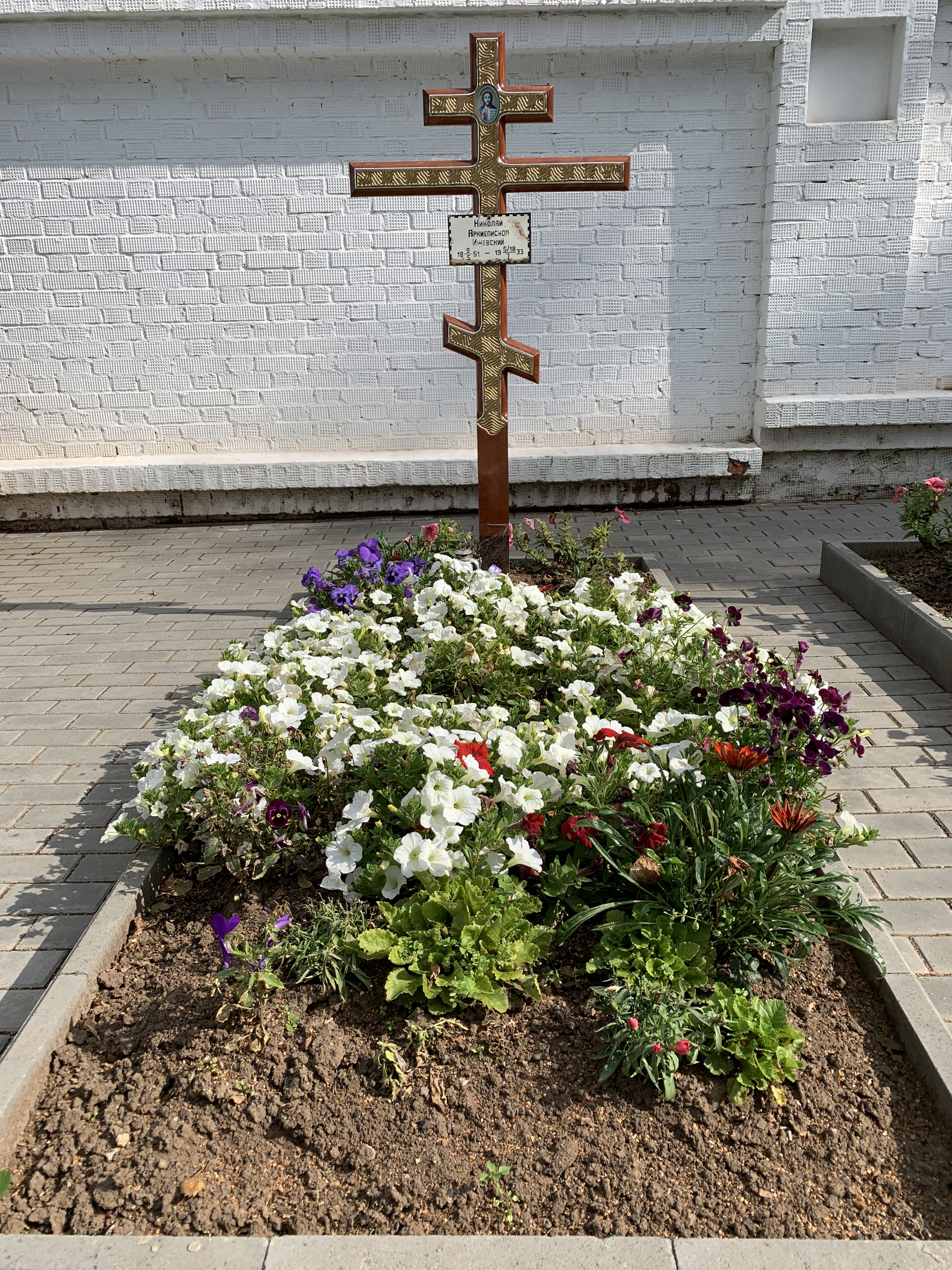
Могила Архиепископа Николая на территории храма